# ガーデンシティ (カンザス州)
ガーデンシティ（Garden City）は、アメリカ合衆国カンザス州の都市。フィニー郡の郡庁所在地である。人口は2万8151人（2020年）。

## 概要
1873年、カンザス州南西のアーカンザス川北岸にアッチソン・トピカ・アンド・サンタフェ鉄道が建設された。沿線には幾つかの駅が設置されたが、1879年に開業した駅の周りに形成された集落がガーデンシティの起源である。鉄道は農産物の輸送に威力を発揮した。
今日のガーデンシティは、農業地域の商業都市として機能している。タイソン・フーズの食肉加工工場があり、市内最大の雇用主となっている。2020年アメリカ合衆国国勢調査によれば、住民は南米や東南アジアからの移民の比率が比較的高かった。

## 交通
ガーデンシティ駅にはアムトラックの長距離列車サウスウェスト・チーフが停車する。

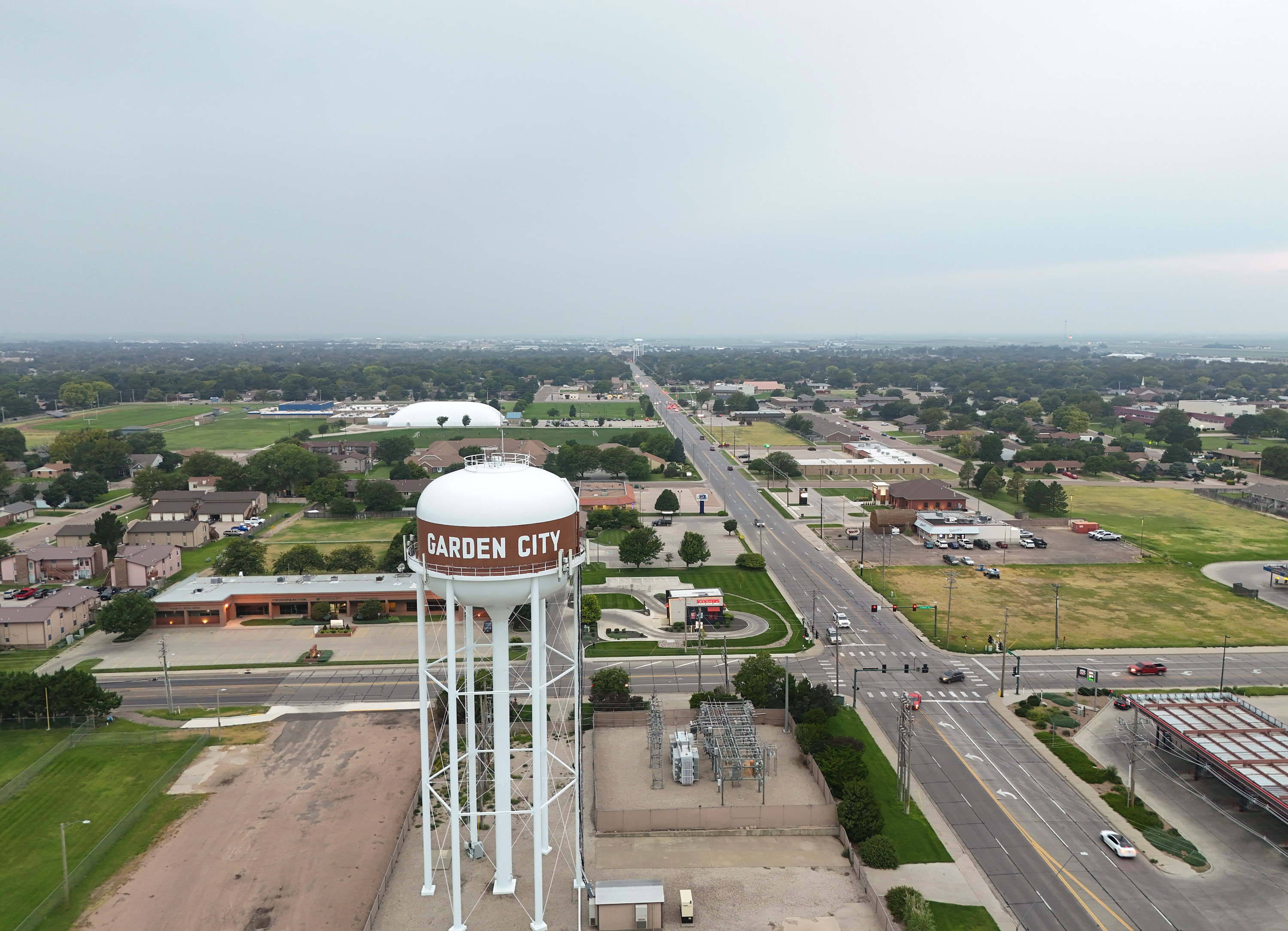
上空から

## 関係者
- ビクター・オルティス：プロボクサー